# Bruno Petković
Bruno Petković (ur. 16 września 1994) – chorwacki piłkarz, występujący na pozycji napastnika w chorwackim klubie Dinamo Zagrzeb oraz w reprezentacji Chorwacji.

## Początki kariery
Piłkarskie treningi Petković rozpoczął w klubach z rodzinnych stron ONK Metković i NK Neretva. W 2007 roku przeniósł się do Dinama Zagrzeb. Po dwóch latach dołączył do akademii młodzieżowej NK Zagrzeb. W kolejnych dwóch sezonach reprezentował jeszcze NK HAŠK (2010/2011) i Hrvatski Dragovoljac (2011/2012), po czym wyjechał do Włoch, aby zostać zawodnikiem drużyny Serie A – Catania Calcio.

## Kariera klubowa

### Calcio Catania
27 sierpnia 2012 roku Petković oficjalnie przeniósł się do Calcio Catania. Pierwszy raz w kadrze meczowej drużyny znalazł się 27 stycznia 2013 r. w wygranym 2:1 spotkaniu z Fiorentiną. Debiut ligowy miał miejsce w ostatniej kolejce sezonu 2012/2013, kiedy pojawił się jako rezerwowy w 89. minucie w zremisowanym 2:2 meczu z Torino. Przed sezonem 2013/2014 Petković oficjalnie awansował do pierwszej drużyny i otrzymał koszulkę z numerem 32.

### Trapani i Bologna
W styczniu 2016 roku Petković przeniósł się do drużyny Serie B Trapani. Strzelił siedem goli w trakcie rundy wiosennej, a sycylijska drużyna prawie awansowała do Serie A, przegrywając finał baraży o awans z Pescarą. W następnym sezonie trzykrotnie znalazł drogę do bramki rywali, w efekcie czego 12 stycznia 2017 roku Petković został sprowadzony do drużyny występującej w Serie A Bologna FC. W nowych barwach wystąpił w 21 meczach ligowych, zanim został wypożyczony do Hellas Verona zimą 2018 roku.

### Dinamo Zagrzeb

#### Sezon 2018/2019
W dniu 6 sierpnia 2018 r. dołączył do Dinamo Zagrzeb na zasadzie rocznego wypożyczenia, przy czym Dinamo miało obowiązek wykupienia zawodnika na koniec tego okresu, jeśli zostaną spełnione określone warunki. 25 sierpnia strzelił swojego pierwszego gola dla Dinamo w wygranym 1: 0 meczu z Lokomotivą u siebie. Wraz z upływem czasu, Petković stawał się coraz ważniejszą postacią w drużynie. W spotkaniu 1/16 finału Ligi Europy przeciwko Viktorii Pilzno, asystował przy pierwszej i zdobył trzecią bramkę w wygranym 3:0 spotkaniu. W kolejnej rundzie zdobył jedyną bramkę w wygranym 1:0 spotkaniu z Benfiką. W rewanżu lepsi okazali się Portugalczycy i to oni awansowali dalej. Swój pierwszy sezon w klubie zakończył z 11 bramkami i 5 asystami w 37 meczach we wszystkich rozgrywkach.

#### Sezon 2019/2020
Petković odegrał kluczową rolę w awansie Dinamo do fazy grupowej Ligi Mistrzów, strzelając w eliminacjach łącznie cztery gole: przeciwko Saburtalo Tbilisi u siebie i na wyjeździe, Ferencvárosowi na wyjeździe i Rosenborgowi u siebie. Dobre występy poskutkowały podpisaniem nowego kontraktu z klubem, który obowiązywać ma do 2024 roku.
Zadebiutował w fazie grupowej Ligi Mistrzów 18 września 2019 w wygranym 4:0 meczu z Atalantą. Swojego debiutanckiego gola strzelił 6 listopada w zremisowanym 3:3 spotkaniu z Szachtarem Donieck.

## Kariera międzynarodowa
W reprezentacji młodzieżowej wystąpił tylko raz w kadrze Chorwacji U-21 w meczu z Liechtensteinem 13 sierpnia 2013 roku, zdobywając gola w wygranym 5:0 meczu.
W dniu 11 marca 2019 roku otrzymał swoje pierwsze powołanie do seniorskiej reprezentacji Chorwacji jako zastępca kontuzjowanego Marko Pjacy. Zadebiutował 21 marca 2019 roku w meczu eliminacji do Euro 2020 przeciwko Azerbejdżanowi. Pierwszego gola dla reprezentacji strzelił 11 czerwca w towarzyskiej potyczce z Tunezją.
W eliminacjach do Euro 2020 był ważną postacią chorwackiej kadry strzelając cztery gole i asystując przy jednym. Eliminacje ukończył jako najlepszy strzelec w tej grupie eliminacyjnej.

## Tytuły

### Klub
Dinamo Zagrzeb
- Prva HNL: 2018/2019, 2019/2020
- Superpuchar Chorwacji: 2019